# De’Aaron Fox
De’Aaron Martez Fox (* 20. Dezember 1997 in New Orleans, Louisiana) ist ein US-amerikanischer Basketballspieler, der bei den San Antonio Spurs in der NBA unter Vertrag steht. Fox ist 1,91 Meter groß und läuft meist als Point Guard auf. Er spielte für die Kentucky Wildcats und wurde im NBA-Draftverfahren 2017 von den Sacramento Kings in der ersten Runde an fünfter Stelle ausgewählt.

## Laufbahn

### Highschool und College
Fox spielte an der Cypress Lakes High School in der Stadt Katy (Bundesstaat Texas) und räumte zahlreiche persönliche Preise ab, unter anderem die Auszeichnung als bester High-School-Spieler des Jahres 2016 in Texas. Er spielte für die US-Auswahl beim „Nike Hoop Summit“ und wurde gemeinsam mit Malik Monk zum besten Spieler des „Jordan Brand Classic“ gekürt.
Wie Monk spielte Fox in der Saison 2016/17 für die Mannschaft der University of Kentucky. In 36 Einsätzen für „UK“ erzielte er 17 Punkte pro Begegnung und war mit einem Schnitt von 4,6 Assists je Partie bester Vorlagengeber der Mannschaft.

### NBA
Im Anschluss an die Saison 2016/17 verließ Fox Kentucky und schlug eine Profilaufbahn ein. Er reichte seine Anmeldung für den NBA-Draft 2017 ein und wurde in mehreren Vorhersageranglisten unter den ersten zehn Auswahlkandidaten des Drafts geführt. Er wurde im anschließenden NBA-Draft an fünfter Stelle von den Sacramento Kings ausgewählt.
In seinem NBA-Auftaktjahr 2017/18 bestritt Fox 73 Spiele für Sacramento und erzielte Mittelwerte von 11,6 Punkten sowie 4,4 Korbvorlagen und 2,8 Rebounds pro Begegnung.
Im Spieljahr 2018/19 steigerte er sich weiter und stand bei seinen 81 Einsätzen stets in der Anfangsaufstellung. Dabei erzielte er durchschnittlich 17,3 Punkte, 7,3 Assists und sammelte 3,8 Rebounds ein. In der Saison 2019/20 steigerte Fox seine Ausbeute auf 21,1 Punkte pro Spiel, womit er zum besten Korbschützen der Kalifornier avancierte. 2023 wurde er als Verletzungsersatz erstmalig zum NBA All-Star ernannt.
Anfang Februar 2025 gab Sacramento ihn im Rahmen eines groß angelegten Spielertauschs an die San Antonio Spurs ab.

## Karriere-Statistiken

### NBA

#### Hauptrunde
| Saison  | Team       | GP  | GS  | MPG  | FG % | 3P % | FT % | RPG | APG | SPG | BPG | PPG  |
| ------- | ---------- | --- | --- | ---- | ---- | ---- | ---- | --- | --- | --- | --- | ---- |
| 2017–18 | Sacramento | 73  | 60  | 27.8 | .412 | .307 | .726 | 2.8 | 4.4 | 1.0 | 0.3 | 11.6 |
| 2018–19 | Sacramento | 81  | 81  | 31.4 | .458 | .371 | .727 | 3.8 | 7.3 | 1.6 | 0.6 | 17.3 |
| 2019–20 | Sacramento | 51  | 49  | 32.0 | .480 | .292 | .705 | 3.8 | 6.8 | 1.5 | 0.5 | 21.1 |
| 2020–21 | Sacramento | 58  | 58  | 35.1 | .477 | .322 | .719 | 3.5 | 7.2 | 1.5 | 0.5 | 25.2 |
| 2021–22 | Sacramento | 59  | 59  | 35.3 | .473 | .297 | .750 | 3.9 | 5.6 | 1.2 | 0.4 | 23.2 |
| 2022–23 | Sacramento | 73  | 73  | 33.4 | .512 | .324 | .780 | 4.2 | 6.1 | 1.1 | 0.3 | 25.0 |
| 2023–24 | Sacramento | 74  | 74  | 35.9 | .465 | .369 | .738 | 4.6 | 5.6 | 2.0 | 0.4 | 26.6 |
| Gesamt  | Gesamt     | 469 | 455 | 32.9 | .471 | .334 | .736 | 3.8 | 6.1 | 1.4 | 0.4 | 21.2 |

#### Playoffs
| Saison  | Team       | GP | GS | MPG  | FG % | 3P % | FT % | RPG | APG | SPG | BPG | PPG  |
| ------- | ---------- | -- | -- | ---- | ---- | ---- | ---- | --- | --- | --- | --- | ---- |
| 2022–23 | Sacramento | 7  | 7  | 38.6 | .424 | .333 | .756 | 5.4 | 7.7 | 2.1 | 0.6 | 27.4 |
| Gesamt  | Gesamt     | 7  | 7  | 38.6 | .424 | .333 | .756 | 5.4 | 7.7 | 2.1 | 0.6 | 27.4 |